# Katrin Klujber
Katrin Klujber (n. 21 aprilie 1999, în Dunaújváros) este o handbalistă maghiară care joacă pentru FTC-Rail Cargo Hungaria.

## Palmares
Echipa națională
- Campionatul Mondial pentru Tineret: 
  -  Câștigătoare: 2018

- Campionatul European pentru Junioare: 
  -  Medalie de bronz: 2015

Club
- Cupa EHF:
  -  Câștigătoare: 2016

## Distincții individuale
- Handbalista anului în Ungaria la categoria juniori: 2016
- Extrema dreapta a echipei ideale All-Star Team la Campionatul European pentru Tineret: 2017[3]